# Daniel Lipšic
Daniel Lipšic (Bratislava, 8 luglio 1973) è un politico slovacco.

## Biografia
È stato ministro della Giustizia dal 15 ottobre 2002 al 7 febbraio 2006 e ministro dell'Interno dall'8 luglio 2010 al 4 aprile 2012.